# Blåkronad lorikit
Blåkronad lorikit (Vini australis) är en fågel i familjen östpapegojor inom ordningen papegojfåglar.

## Utbredning och systematik
Fågeln förekommer i Samoa, Lauöarna, Tonga och närliggande öar i sydcentrala Polynesien. Den behandlas som monotypisk, det vill säga att den inte delas in i några underarter.

## Status
Trots det begränsade utbredningsområdet och att den tros minska i antal anses beståndet vara livskraftigt av internationella naturvårdsunionen IUCN. 

## Bilder

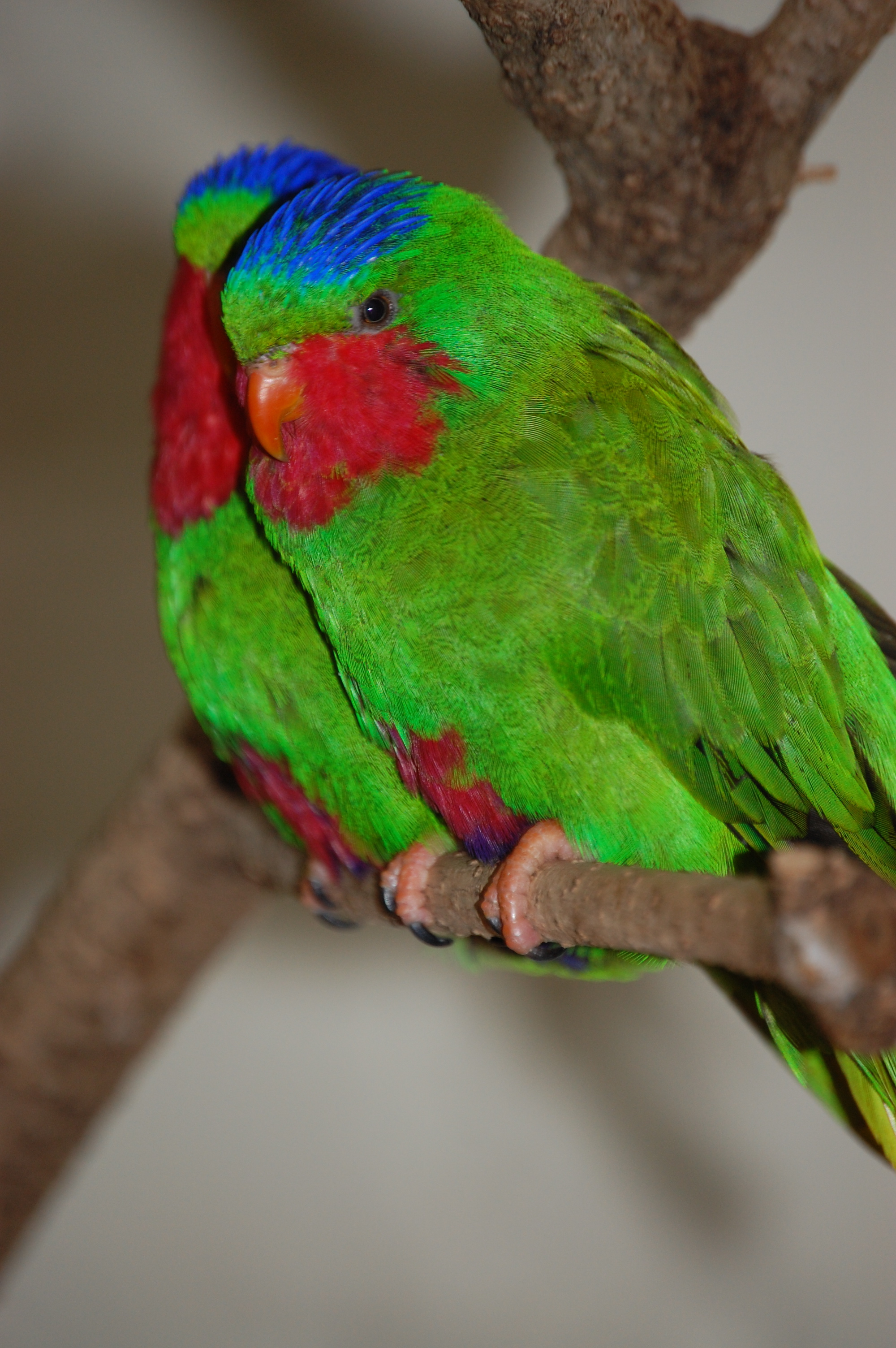
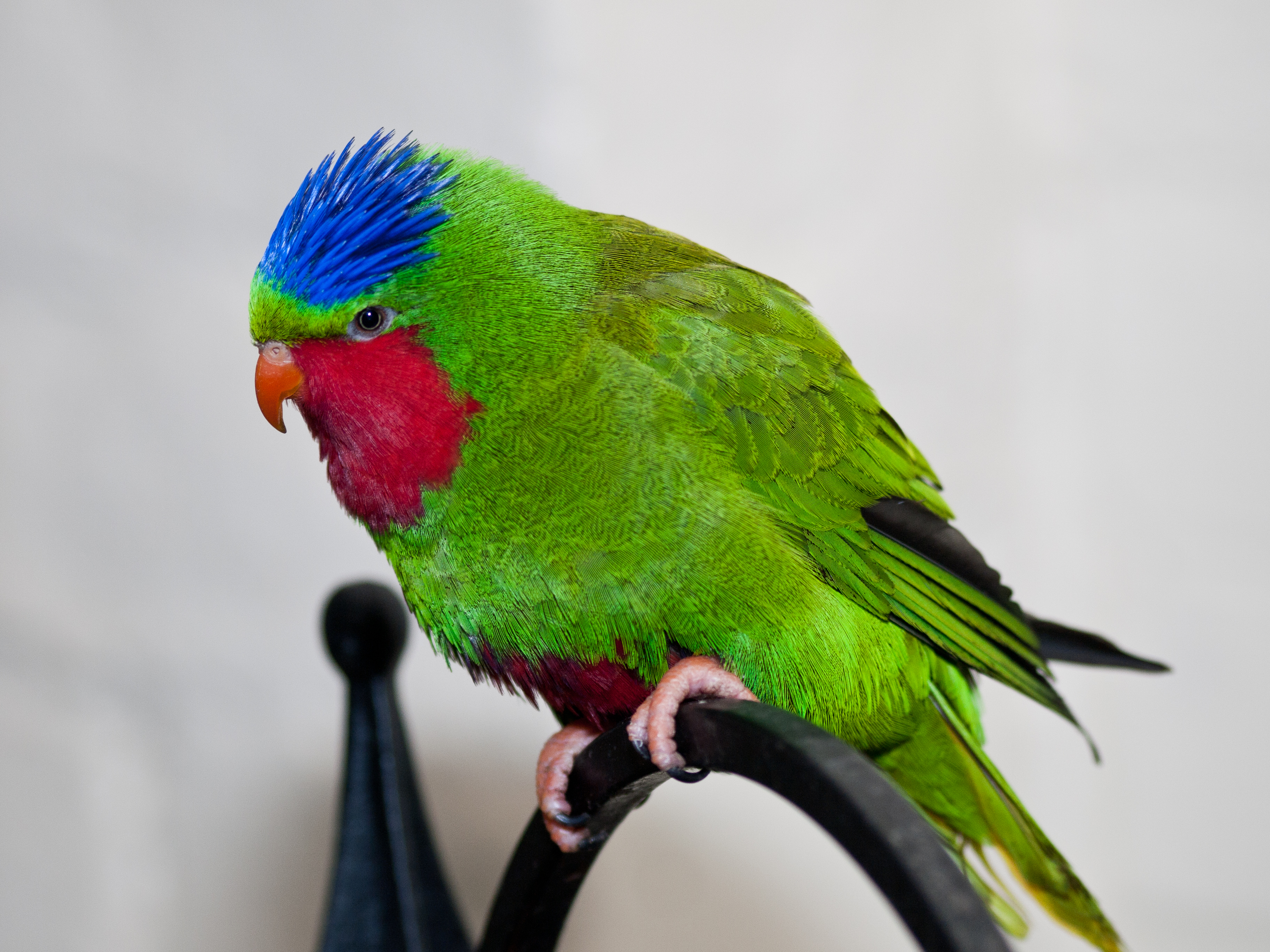
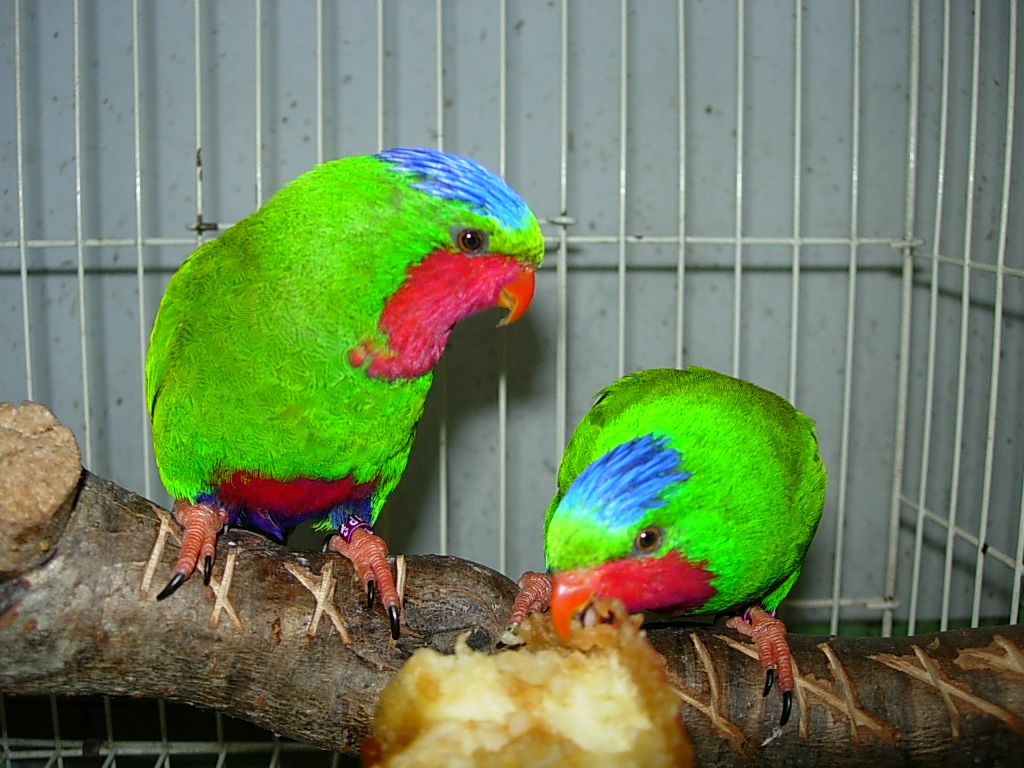
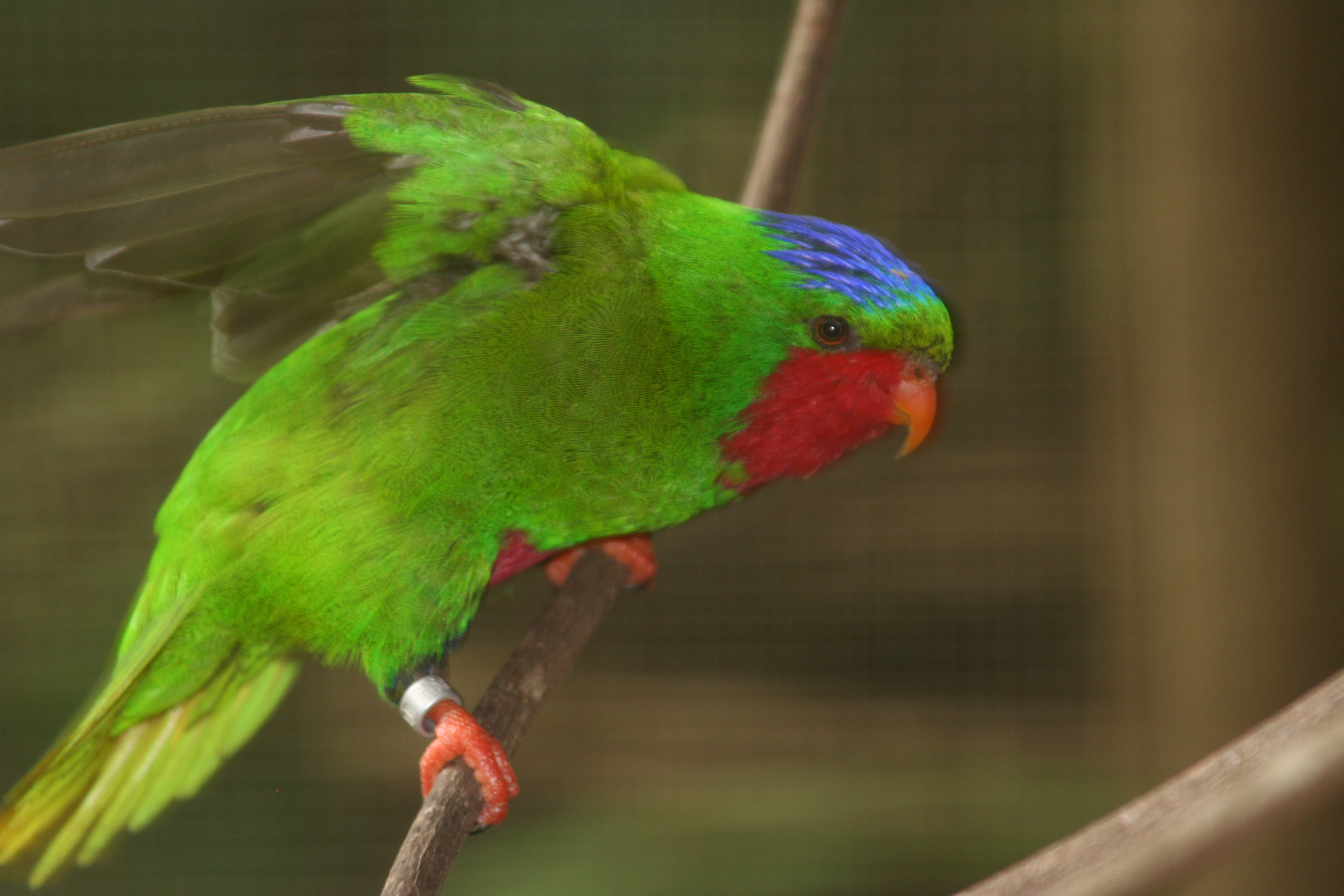